# Caradrina nadir
Caradrina nadir är en fjärilsart som beskrevs av Charles Boursin 1957. Caradrina nadir ingår i släktet Caradrina och familjen nattflyn. Inga underarter finns listade i Catalogue of Life.